# S.O.B. (punkband)
S.O.B. (ook wel geschreven als SOB of SxOxBx en betekent ‘Sabotage Organized Barbarian’) is een invloedrijke en pionierende Japanse punkband.

## Biografie
De Japanners van S.O.B. worden beschouwd als pioniers en voorlopers van een metal/punkstijl die inmiddels bekend geworden is als hardcore punk. Ook het ontstaan van thrashcore wordt mede aan de band toegeschreven. De groep verwierf faam in de underground in 1986 met hun single ‘Leave Me Alone’.
In juli 1989 ontmoette S.O.B. de Britse band Napalm Death op hun Japanse tournee. De bands raakten bevriend. Napalm Death-leden Lee Dorrian en Shane Embury verleenden daarop medewerking aan de S.O.B. single ‘Thrash Night’ welke in 1989 verscheen op Dorrians label Rise Above. In hetzelfde jaar maakte S.O.B. opnames voor het Britse radiofenomeen John Peel.
In juni 1995 pleegde, nà de opnames van het album ‘Vicious World’, zanger Tottsuan zelfmoord door voor een trein te springen. Tijdens live optredens verving Kevin Sharp van de Amerikaanse band Brutal Truth hem tijdelijk. In 1996 werd de voormalige bassist van ‘Rise Of The Dead’, Naoto, aangekondigd als vaste nieuwe zanger.
In 2003 maakte de groep een comeback met het album Still Grind Attitude waarop heropnames van oude klassiekers te vinden waren. De band bestaat nog immer, doch is alleen actief in Japan en heeft haar stijl gemoderniseerd tot een mainstream hardcore geluid. Dit tot ongenoegen van vele oude fans.

## Bandleden

### Huidige Leden
- Naoto - zang
- Oseki - gitaar
- Kawataka - basgitaar
- Yasue - drums
- Ito - Keyboards

### ex-leden
- Yoshitomo "Tottsuan" Suzuki - zang

### Gastmuzikanten
- Kevin Sharp – zang (Brutal Truth, Venomous Concept)
- Shane Embury - basgitaar (Brujeria, Napalm Death, Unseen Terror, Venomous Concept)
- Lee Dorrian – achtergrondzang (Cathedral, Napalm Death, Probot)

## Discografie

### Albums
- Still Grind Attitude (2003) Toshiba-EMI
- Dub Grind (1999) Specialized Affect
- Vicious World (1994) Toy's Factory
- Gate Of Doom (1993) Toy's Factory
- What's The Truth (1990) Rise Above Records (Europe), Selfish Records (Japan)
- Don't Be Swindle LP (1987) Selfish Records

### Ep's
- Suck Up Brain Or Fuck Ya Brain? (1990) Sound Of Burial Records
- Split w. Napalm Death (1989) Sound Of Burial Records
- Thrash Night (1989) Rise Above Records
- Osaka Mon Amour (1988)
- Leave Me Alone (1986) Selfish Records

### VHS
- History of... S.O.B. (2000) Specialized Affect

### Demo
- No Control - (1987)